# Sehore (Distrikt)
Der Distrikt Sehore (Hindi सीहोर ज़िला) ist ein Distrikt im indischen Bundesstaat Madhya Pradesh.

## Geografie und Klima

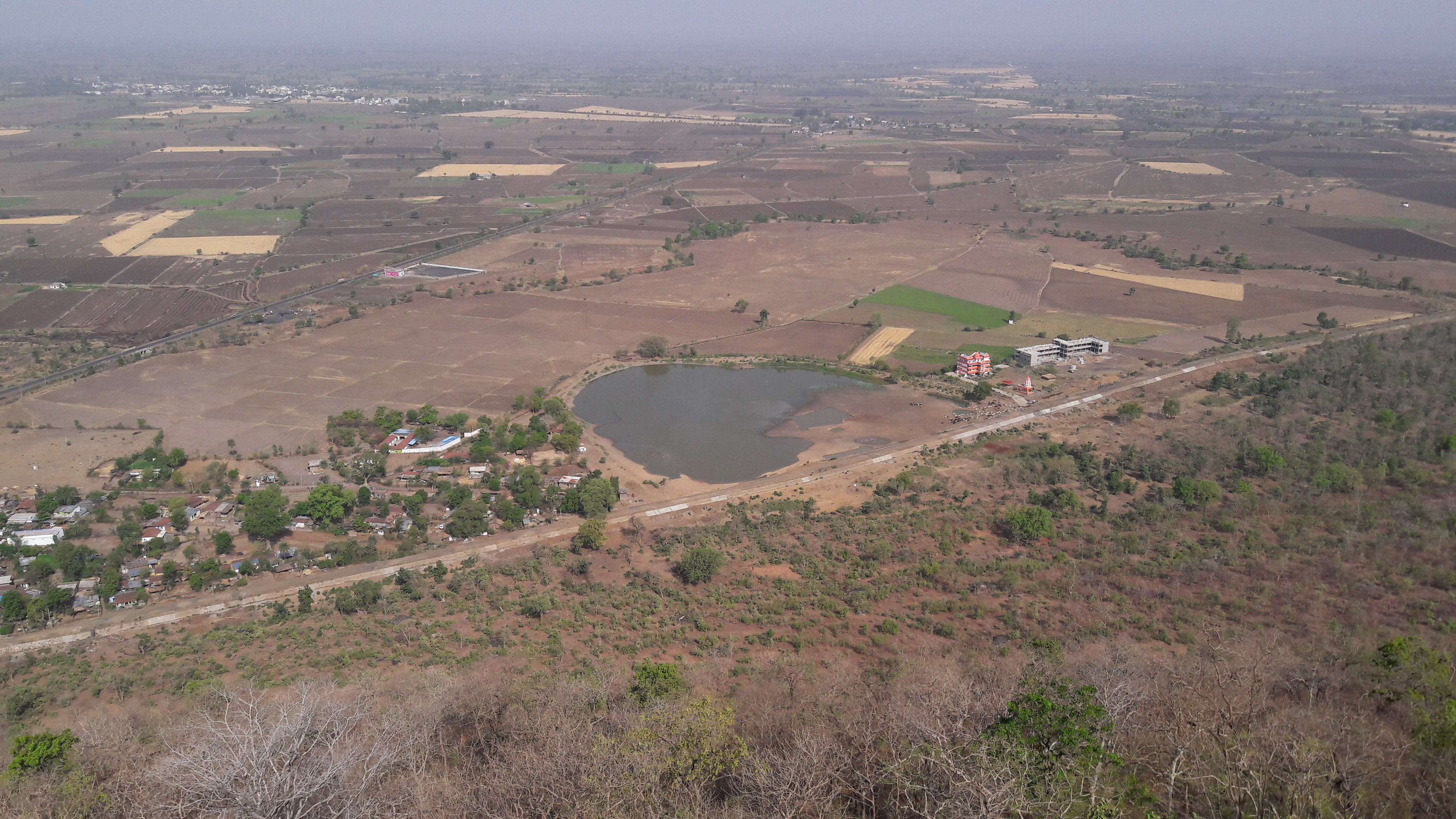
Landschaftsimpression

Der Distrikt liegt inmitten der Malwa-Hochebene nördlich der Vindhya-Bergkette. Die Höhe über dem Meeresspiegel variiert zwischen ungefähr 450 und 600 m. Das Klima ist durch vier Jahreszeiten geprägt. Der Winter dauert von Ende November bis Ende Februar. Von März bis Mitte Juni dauert die heiße Jahreszeit. Der Südwest-Monsun prägt die Zeit von Mitte Juni bis Ende September und die Zeit von Oktober bis November ist durch den Rückzug des Monsuns gekennzeichnet. Der Januar ist der kälteste und der Mai der heißeste Monat des Jahres, wobei die Temperatur an sehr heißen Tagen bis auf 45 °C steigen kann. Im Jahr 2013 waren nach offiziellen Angaben 1725,39 km² (26 %) des Distrikts mit Wald bedeckt und 3968,7 km² (60 %) galten als für den Ackerbau nutzbar. Die durchschnittliche jährliche Niederschlagsmenge betrug 1217,7 mm und 2297 km² landwirtschaftlich genutztes Land wurden bewässert. Die damit einhergehende Abnahme der Grundwasserqualität und das Absinken des Grundwasserspiegels stellen ein ernsthaftes Problem dar.

## Geschichte
Zur britischen Kolonialzeit gehörte das Gebiet des Distrikts zum Fürstenstaat Bhopal und fiel unter die Verwaltung der Central India Agency. Nachdem der Staat Bhopal 1949 Indien beigetreten war, wurde er zunächst zu einem eigenen Bundesstaat, aber dann 1956 Teil von Madhya Pradesh. Anfänglich umfasste der Distrikt Sehore auch die Landeshauptstadt (ab 1956) Bhopal, jedoch wurde diese 1972 samt ihrer Umgebung zu einem eigenen Distrikt umgebildet.

## Bevölkerung
Bei der Volkszählung 2011 hatte der Distrikt 1.311.322 Einwohner, 21,54 % mehr als bei der Volkszählung im Jahr 2001. Das Geschlechterverhältnis Frauen/Männer betrug 0,918 und lag damit sowohl unter dem Durchschnitt von Madhya Pradesh (0,930) als auch dem ganz Indiens (0,940). Die Alphabetisierungsrate lag mit 70,06 % (80,83 % für Männer, 58,33 % für Frauen) etwa im indischen Durchschnitt. 88,7 % der Bevölkerung waren Hindus, 10,5 % Muslime und 0,5 % Jains. Andere Religionsgemeinschaften machten zusammengenommen nur 0,3 % aus. 81 % der Bevölkerung lebten auf dem Land.

## Verwaltungsgliederung
Der Distrikt war im Jahr 2013 in fünf Tehsils untergliedert:
| Nr | Tehsil       | Fläche (km²) |
| -- | ------------ | ------------ |
| 1. | Sehore       | 1584,25      |
| 2. | Ashta        | 1454,57      |
| 3. | Ichhawar     | 1110,85      |
| 4. | Budhni       | 1075,11      |
| 5. | Nasrullaganj | 1353,22      |

## Landwirtschaftliche Produkte
Die im Distrikt hauptsächlich angebauten Agrarprodukte (Stand ungefähr 2020) sind Sojabohnen (275.161 ha Anbaufläche), Weizen (40.390 ha) und Reis (31.866 ha).

## Verkehr
Die gleichnamige Distrikthauptstadt Sehore liegt etwa 29 Kilometer südlich der Landeshauptstadt Bhopal und ist mit dieser durch eine Eisenbahnverbindung mit Anschluss an das Netz der Western Railway verbunden. Der National Highway 67, der Bhopal und Dewas verbindet, durchquert den Distrikt.